# Нальчикская улица (Владикавказ)
Нальчикская улица — улица во Владикавказе, Северная Осетия, Россия. Находится в Затеречном муниципальном округе между улицами Коцоева и Гастелло. Начинается от улицы Коцоева.
Нальчикская улица пересекается с улицей Карла Маркса, проспектом Коста, улицами Заурбека Калоева, Тургеневской и Гончарова. От Нальчикской улицы начинается Триандафиллова.

## История
Улица названа в честь города Нальчик. Улица образовалась в середине XIX века. Впервые отмечена на плане города Владикавказа «Карты Кавказского края» как 1-й Артиллерийский переулок, который располагался между современными улицами Коцоева и Карла Маркса. Упоминается в Перечне улиц, площадей и переулков от 1911 и 1925 годов под собственным наименованием.
Достопримечательности
Объекты культурного наследия
- д. 3а/ Карла Маркса, 34 — памятник архитектуры. Школа, в которой учился Герой Советского Союза В. П. Ларионов[4];
- д. 34 — дом, в котором проводились собрания Владикавказского подпольного комитета РКП(б). Объект культурного наследия Российской Федерации регионального значения[4][5].

Другие объекты
- Ворошиловский сквер (иное наименование — сквер Макаренко[6]) — ботанический памятник природы регионального значения (номер в реестре — № 1510151[7]).

## Источник
- План г. Владикавказа (Фрагмент. «Карта Кавказского края», Издание картографического заведения А. Ильина. СПб, 60-70-е гг. XIX в.).
- Карта Владикавказа, Автор проекта — Гусейнов И. Ш., Роскартография, ИПО «Лев Толстой», Тула, 2002
- Кадыков А. Н. Улицы, переулки, площади и проспекты г. Владикавказа: справочник. — Владикавказ: Респект, 2010. — С. 260—261 — ISBN 978-5-905066-01-6
- Торчинов В. А., Владикавказ., Краткий историко-краеведческий справочник, Владикавказ, Северо-Осетинский научный центр, 1999, стр. 91, 92, ISBN 5-93000-005-0